# Biblioteca Municipal Pompeu Fabra
La Biblioteca Municipal Pompeu Fabra és una obra historicista de Torrelles de Llobregat (Baix Llobregat) inclosa a l'Inventari del Patrimoni Arquitectònic de Catalunya.

## Descripció
Construcció de planta rectangular a la que s'hi accedeix passant primer pel pati. Un dels angles de la casa està acabat en absis i l'altra banda la flanqueja una torre de secció quadrada. La casa és d'una planta i les finestres tenen acabats decoratius neogòtics en "cortina". La cornisa és recorreguda per tota una sèrie de petits arquets cecs conopials i el sostre de la casa es a doble vessant. La torre acaba amb remats denticulats que li donen bellor.

## Història
Construcció del segle xix.